# Hans Boije af Gennäs
Hans Boije af Gennäs, död 1 januari 1573 (avrättad) i Weissenstein, var en svensk militär. Boije var kommendant på fästningen Weissenstein (nuvarande Paide), i Svenska Estland vid tiden för det nordiska tjugofemårskrigets utbrott.

## Biografi
Boije var son till Erik Boije af Gennäs och Cecilia Gudmundsdotter (Garp). Under Gustav Vasas begravning 1560 bar han landskapet Tavastlands fana.

### Nordiska tjugofemårskriget
På hösten 1570 gick den ryske tsaren Ivan IV till anfall mot Sverige i syfte att erövra den svenska provinsen Estland. I augusti bröt två ryska arméer in i Estland från Ingermanland. Den ena leddes av den ryske lydkungen Magnus och den andra av livländaren Georg von Tisenhusen. Magnus armé ryckte fram mot Reval medan Tisenhusens riktade sitt anfall mot Weissenstein. Den 21 augusti började ryssarna belägra fästningen, men sedan den andra ryska armén misslyckats att inta Reval tvingades de häva denna den 16 mars 1571. Efter det framgångsrika försvaret utsågs Boije till befälhavare på slottet den 21 juni. Under vintern 1572 inledde ryssarna ett nytt fälttåg mot Estland. Den 27 december belägrade de åter Weissenstein och den 1 januari 1573 stormades slottet. Hans Boije och några av hans män tillfångatogs och avrättades genom att stekas levande över öppen eld. Detta betraktas som ett av krigets värsta illdåd.